# ESO 184-82
ESO 184-82 è una galassia a spirale barrata (SB) situata prospetticamente nella costellazione del Telescopio alla distanza di 122 milioni di anni luce dalla Terra.
Il 25 aprile 1998 è stato registrato un lampo gamma, proveniente da questa galassia, catalogato come GRB 980425. Questo è stato posto in relazione con l'osservazione nella stessa galassia della supernova SN 1998bw risultata di tipo Ic, a causa di anomalie dello spettro nella banda delle onde radio. Questo evento ha fornito la dimostrazione per la prima volta della relazione esistente tra lampi gamma e supernove. In particolare si ipotizza che questa esplosione di supernova sia stata generata da una collapsar, stella di Wolf-Rayet in rapida rotazione con una massa superiore a 30 masse solari.